# Slag bij Smolensk (1812)
De eerste Slag bij Smolensk (Frans: Bataille de Smolensk; Russisch: Смоленское сражение) vond plaats op 17 augustus 1812, tussen 175.000 soldaten van de Grande Armée onder Napoleon en 130.000 Russen onder prins Bagration en generaal Barclay de Tolly.

## Verloop van de vijandelijkheden
De slag vond plaats tijdens de Franse invasie van Rusland. Na een lange tijd van terugtrekken door de Russen, was dit de eerste echte confrontatie tussen beide legers. De Russen namen aanvankelijk het initiatief en de gezamenlijke legers van Bagration en Barclay trokken naar het noorden om de Fransen te onderscheppen. Napoleon had dit plan echter door, en boog af naar het zuidwesten, waar hij de rivier de Dnjepr bij het plaatsje Rasasna wilde oversteken, en zo de Russen in de rug aanvallen. Om dit plan te laten slagen, moest de stad Smolensk wel onbewaakt zijn, omdat de Fransen hier de rivier weer terug wilden oversteken.
Na enige verwarring bij de Russen over de plaats waar de Fransen zich bevonden, wilde Barclay naar het westen oprukken om de Fransen alsnog te onderscheppen. Bagration dacht hier anders over en boog direct naar het zuiden af, richting Smolensk. Barclay sloot zich daar niet veel later ook bij aan, nadat hij vernomen had dat de Fransen zijn leger in de rug wilden aanvallen.
Doordat er meer tegenstand was rondom Smolensk dan Napoleon had verwacht, viel zijn oorspronkelijke plan in duigen. Immers door de insubordinatie van Bagration was de stad bezet door een Russisch garnizoen en was een vlugge oversteek over de Dnjepr niet meer mogelijk. De ontgoochelde Napoleon wilde nu een symbolische zege behalen door Smolensk te belegeren. Hij omsingelde de zuidelijke oever van de stad, waar de noordelijke werd bewaakt door het leger van Barclay. Bagration was verder naar het oosten getrokken, om te voorkomen dat de Fransen de rivier ergens anders zouden overstaken en de Russen in de rug zouden aanvallen.
Napoleon stuurde drie legerkorpsen richting Smolensk om de hoge vestingmuren aan te vallen, begeleid door een groot artilleriebombardement. Smolensk was een middeleeuwse stad omgeven door dikke stenen muren, zeven en een halve meter hoog en vier en een halve meter dik, met ervoor een diepe, droge gracht en versterkt door dertig zware bolwerken. Napoleons opmars verliep vrij stroef door gebrek aan stormladders. De soldaten van Napoleon probeerden via menselijke ladders naar boven te komen, maar dit werkte nauwelijks. Door de vele mortieren van de Fransen zag Smolensk na de eerste dag rood van het vuur.
Omdat de Russen toch geen vertrouwen hadden in de houdbaarheid van de vesting, verlieten zij hem niet lang daarna. Daarbij pasten zij de tactiek van de verschroeide aarde toe door alle voor de Fransen waardevolle voorraden te vernietigen en de bruggen over de rivier in brand te steken. Door de Franse artillerie en het in brand steken van de stad door de Russen voor zij aftrokken, was de stad herschapen in een waar inferno. De stad was herschapen in een knekelhuis en de straten lagen bezaaid met zwart geblakerde lijken. Daarbij bevonden zich overal huilende inwoners op de knieën, huilend bij de ruïnes van hun huizen, rondzwervende honden en katten die hartverscheurend jankten, en overal was alleen maar dood en verwoesting.
De Russen verloren in deze operatie ongeveer 11.000 man en de Fransen 7.000. Het verlies aan Franse manschappen woog zwaarder voor hen dan het Russische verlies voor de Russen, omdat de eerste zo ver van huis niet konden vervangen worden. Daardoor verminderde de slagkracht van de slinkende Grande Armée.

## Gevolgen
De militaire theoreticus von Clausewitz verklaarde achteraf dat het beleg en de inname van Smolensk Napoleons grootste vergissing was tijdens deze veldtocht. Immers de inname van Smolensk had op zich een louter symbolische maar geen strategische betekenis. Zijn uiteindelijk doel was snel, zonder al te veel verliezen, het Russisch leger in een beslissende slag uit te schakelen voordat de gevreesde Russische winter inviel. Door de onverwachte tegenstand in Smolensk was Napoleons kans om de Dnjepr, die door de stad liep, over te steken en de Russische troepen van achter aan te vallen verkeken. Napoleon had direct meer oostwaarts richting Moskou op zoek moeten gaan naar een oversteekplaats over de rivier. Indien hij zo had gehandeld, zou hij de Russen verplicht hebben in open veld te vechten en zou de stad zeker zonder slag of stoot zijn gevallen, met ongeschonden magazijnen. Napoleon misrekende zich door te verwachten dat de Russen hun heilige stad tot de laatste man zouden verdedigen. In plaats daarvan dropen zij af en verbrandden alle voedselvoorraden. Ondertussen begon de Grande Armée honger te lijden en stierf ook een deel van de paarden.
De verwoesting van Smolensk had als direct gevolg dat de stad niet meer kon dienen als winterkwartier met reservevoorraden voor de resten van de Grande Armée bij de terugtocht uit Moskou. Het achtervolgende leger van Koetoezov en herhaalde onverwachte uithalen van het verspreide Kozakkenleger dwongen Napoleon immers dezelfde terugweg te nemen als tijdens zijn opmars naar Moskou. Door dit alles was Napoleon verplicht in de maand november bij sterk dalende temperaturen in de slechtst mogelijke omstandigheden, met de oversteek van de Berezina in het vooruitzicht, zijn aftocht naar Parijs voort te zetten.